# Ingvild Aas
Ingvild Aas (* 30. Dezember 1980) ist eine ehemalige norwegische Skilangläuferin.

## Werdegang
Aas, die für den Rustad IL startete, debütierte im November 2000 in Beitostølen im Skilanglauf-Weltcup und belegte dabei den 72. Platz über 10 km klassisch. Im folgenden Monat lief sie in Orsa ihr erstes Rennen im Continental-Cup und errang dabei den 41. Platz im Sprint. In der Saison 2004/05 kam sie im Scandinavian-Cup zweimal unter die ersten Zehn und erreichte damit den zehnten Platz in der Gesamtwertung. Im März 2005 holte sie in Drammen mit dem 29. Platz im Sprint ihre ersten Weltcuppunkte. Im selben Monat wurde sie Vierte beim Birkebeinerrennet. In der Saison 2005/06 gelang ihr im Scandinavian-Cup mit fünf Top-Zehn-Platzierungen der fünfte Platz in der Gesamtwertung. Dabei erzielte sie im Februar 2006 in Haanja mit dem vierten Platz über 15 km klassisch ihre beste Platzierung in dieser Rennserie. Ihr 12. und damit letztes Weltcupeinzelrennen absolvierte sie im März 2006 in Drammen, welches sie auf dem 19. Platz im Sprint beendete und erreichte damit ihre beste Einzelplatzierung im Weltcup.